# Spermophora maros
Spermophora maros is een spinnensoort uit de familie trilspinnen (Pholcidae). De soort komt voor op Sulawesi. 